# Multinational Aircrew Electronic Warfare Tactics Facility Polygone

Das Verbandsabzeichen POLYGONE

Die Multinational Aircrew Electronic Warfare Tactics Facility Polygone (MAEWTF POLYGONE) ist eine in Deutschland und Frankreich gelegene Übungsanlage für den Elektronischen Kampf. Die trinationale Einrichtung wird von der deutschen Luftwaffe, der französischen Armée de l’air und der United States Air Force gemeinsam betrieben.

## Aufgaben
Die Hauptaufgabe der Einrichtung ist das Schulen von Luftfahrzeugbesatzungen im Gebrauch ihrer Ausrüstung für den Elektronischen Kampf, insbesondere bei Bedrohungs- und Bekämpfungssituationen mit Flugabwehrraketen. Mit festen Stellungen in Deutschland und Frankreich (bis 2014) ist die Anlage in der Lage, nahezu realistische Kampfsimulationen nachzustellen. Auf der Anlage kommen auch Flugabwehrraketensysteme zum Einsatz, die von der damaligen Sowjetarmee genutzt worden waren. Diese wurden bei der deutschen Wiedervereinigung von der Nationalen Volksarmee der DDR übernommen.

## Übungsgebiet

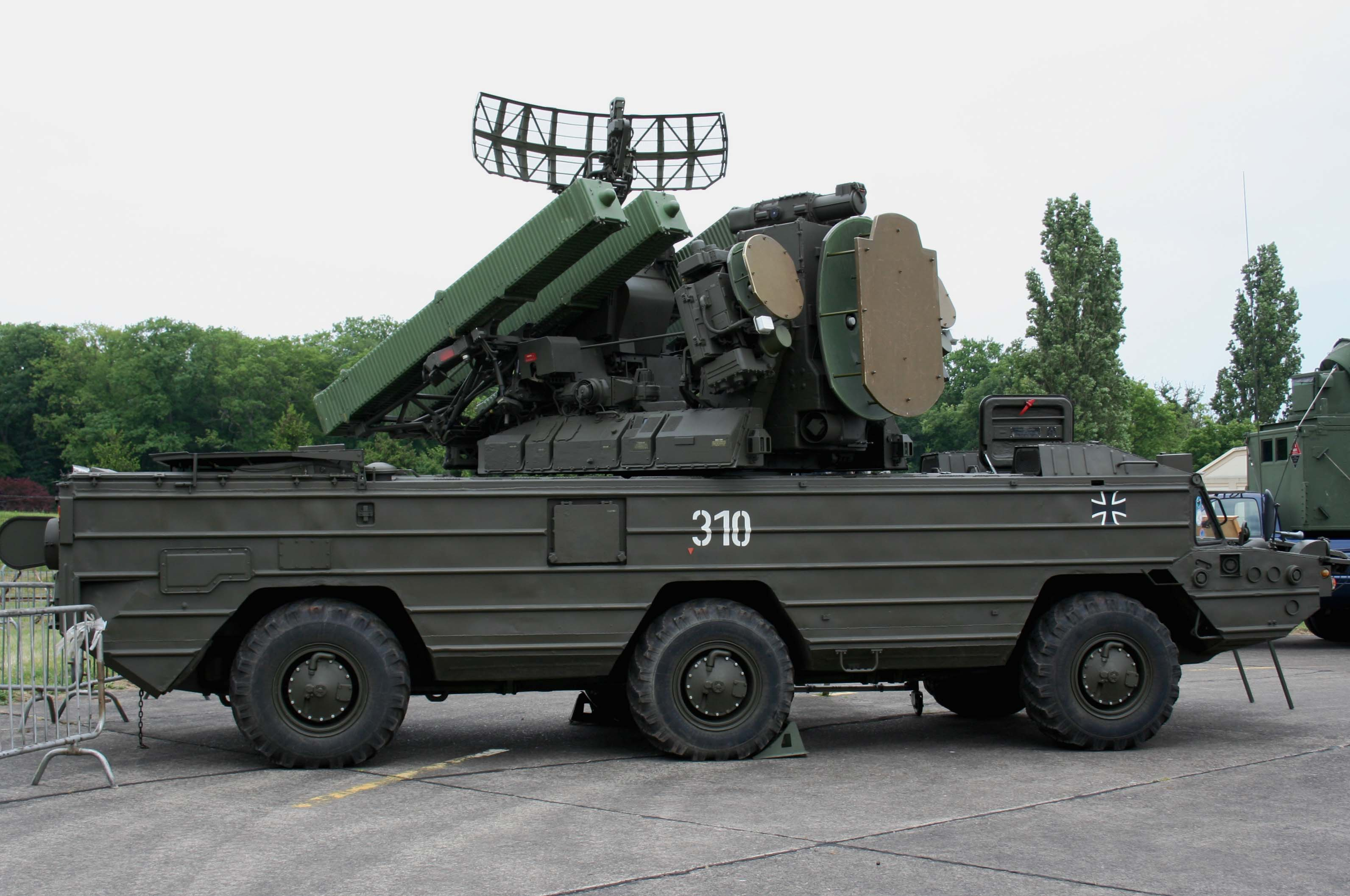
9K33 Osa, 2007.

Das Übungsgebiet umfasst etwa 20.000 km² mit einer Nord-Süd-Ausdehnung von 240 km und einer West-Ost-Ausdehnung von 140 km und erstreckt sich grenzübergreifend in Deutschland über Teile von Rheinland-Pfalz, dem Saarland sowie in Frankreich über Teile des Elsass und Lothringens.
Die zugehörigen Stellungen befinden sich bzw. befanden sich in:
- Bann Alpha (Bann-Main Tech Control facility)
- Oberarnbach: Bann Bravo; hier befindet sich das Polygone Control Center (PCC) (bis 2015 Polygone Coordination Center), das die Einsätze koordiniert und überwacht
- Pirmasens-Grünbühl
- Oberauerbach
- Grostenquin (Frankreich); 2014 geschlossen
- Chenevières (Frankreich); 2014 geschlossen
- Épinal (Frankreich); 2014 geschlossen

## Air Traffic Management Koordination
Zur zivil-militärischen Air Traffic Management Koordination wurde bis 2005 die Softwareprodukte DMAR und ADMAR 2000 genutzt, die danach durch das Produkt CIMACT abgelöst wurden.